# Frostbite (Spiel-Engine)
Frostbite ist eine Spiel-Engine, die von Digital Illusions CE (DICE) entwickelt wird.
Erstmals zum Einsatz kam Frostbite im 2008 erschienenen Battlefield: Bad Company in der Version 1.0. Die Version 1.5 wurde in Battlefield 1943, Battlefield: Bad Company 2 und dem Mehrspieler-Modus von Medal of Honor (der Einzelspieler-Modus wurde auf Basis der Unreal Engine 3 entwickelt) genutzt, welcher von DICE entwickelt worden ist. Frostbite 2 wird für Battlefield 3 und Need for Speed: The Run verwendet. Die Frostbite 3 wird unter anderem von Battlefield 4, Battlefield Hardline, Star Wars Battlefront, FIFA 17, Battlefield 1, Battlefield V und Battlefield 2042 genutzt. Die Engine wird exklusiv von zu EA gehörenden Studios verwendet und kann nicht von anderen Entwicklern lizenziert werden. Im November 2016 wurde angekündigt, dass künftig alle intern bei EA entwickelten Spiele die Frostbite Engine verwenden werden.

## Versionen

### Frostbite 1.0
Die erste Version der Engine wurde einzig und allein in Battlefield: Bad Company, welches nur für Microsofts Xbox 360 und Sonys PlayStation 3 erschien, verwendet. Hiermit wurde auch Destruction in der Version 1.0 eingeführt, das dem Spieler erlaubt z. B. Wände und andere Objekte zu zerstören. Außerdem unterstützt die Engine in der ersten Version HDR-Audio, welches die Lautstärke der einzelnen Soundeffekte anpasst, um wichtige Soundeffekte klar zu hören.

### Frostbite 1.5
Die zweite Version der Frostbite-Engine wurde erstmals in Battlefield 1943 verwendet, das auf Xbox 360 und PlayStation 3 erschien, während die Entwicklung der PC-Version eingestellt wurde.
Auch der Nachfolger, Battlefield: Bad Company 2 sowie das dazugehörige Add-On Vietnam basieren auf Frostbite 1.5, erschienen allerdings sowohl für die genannten Konsolen als auch auf dem PC. In dieser Version wurde Destruction 1.5 eingeführt, welches im Gegensatz zum Vorgänger mehr Partikel unterstützt und es nun ermöglicht, statt einzelner Wände auch komplette Häuser einstürzen zu lassen. Als Rendertechniken werden DirectX 9, 10, und 11 unterstützt. Die beiden letztgenannten Versionen bieten feiner aufgelöste Schatten und Multisampling-Kantenglättung, welche aufgrund des Deferred Renderings unter DirectX 9 nicht funktioniert.
Auch der Multiplayer-Teil des 2010 erschienenen Medal of Honor läuft auf Basis einer modifizierten Version dieser Engine, in der die Zerstörbarkeit von Gebäuden deaktiviert wurde.

### Frostbite 2
Die nächste Generation von Frostbite, auf deren Basis Battlefield 3, Medal of Honor: Warfighter und Need for Speed: The Run entstanden, erhielt die volle Unterstützung der DirectX 11-Schnittstelle und zieht außerdem einen Vorteil aus 64-Bit-Prozessoren und -Betriebssystemen. Da diese Version DirectX 9 nicht mehr unterstützt, entfiel auch die Unterstützung von Windows XP. Frostbite-typisch wird das Zerstörungssystem mit Destruction 3.0 auf eine neue Stufe gehoben.
Außerdem wird die Frostbite 2 von Danger Close, für das am 23. Oktober 2012 erschienene Spiel Medal of Honor: Warfighter, verwendet. Das von EA Black Box entwickelte Need for Speed: The Run basiert ebenfalls auf der Frostbite-Engine 2. Das am 17. November 2011 erschienene Spiel war somit das erste Spiel außerhalb des Ego-Shooter-Genres, welches diese Engine verwendet.
Auf der SIGGRAPH 2010 präsentierte DICE verschiedene neue Technologien, welche von Frostbite 2 verwendet werden könnten:
- Tile-based Deferred Shading
- Morphological Antialiasing – kurz MLAA, eine Kantenglättungsmethode, welche per Postprocessing nachträglich auf das Bild berechnet wird.
- Analytical Ambient Occlusion – Analytische Umgebungsverdeckung, welche den Realitätsgrad der Verschattung drastisch steigert.

### Frostbite 3
Nach Entwicklungsbeginn im Jahr 2011 wurde die Frostbite 3 im März 2013 angekündigt, als Grafikmotor für DICEs nächste Veröffentlichung der Battlefield-Reihe, Battlefield 4. Laut Eigendarstellung sei sie mit Blick auf die gesteigerte Leistung von neueren PCs und der achten Konsolen-Generation (PlayStation 4, Xbox One) entwickelt worden. Menschen sollten glaubhafter wirken, die Zerstörung von Gebäuden überarbeitet werden und alle Objekte nun von Kräften wie dem Wind beeinflusst werden können. Viele Tochterstudios von DICE-Mutterkonzern Electronic Arts nutzen seither Frostbite 3 als Grundgerüst für ihre Entwicklungsarbeiten.
Seit Ende 2013 unterstützt Frostbite 3 die Grafikschnittstelle AMD Mantle. Mit Dragon Age: Inquisition im November 2014 wurde der erste Titel veröffentlicht, der Physically Based Rendering unterstützt.

## Spiele auf der Basis der Frostbite-Engine
| Titel                                  | Veröffentlichung | Entwickler                             |
| Frostbite 1                            | Frostbite 1      | Frostbite 1                            |
| -------------------------------------- | ---------------- | -------------------------------------- |
| Battlefield: Bad Company               | 26. Juni 2008    | EA Digital Illusions CE                |
| Frostbite 1.5                          |                  |                                        |
| Battlefield 1943                       | 8. Juli 2009     | EA Digital Illusions CE                |
| Battlefield: Bad Company 2             | 4. März 2010     | EA Digital Illusions CE                |
| Frostbite 2                            |                  |                                        |
| Medal of Honor (nur Multiplayer)       | 12. Okt. 2010    | EA Digital Illusions CE                |
| Battlefield 3                          | 25. Okt. 2011    | EA Digital Illusions CE                |
| Need for Speed: The Run                | 15. Nov. 2011    | EA Black Box                           |
| Medal of Honor: Warfighter             | 25. Okt. 2012    | EA Digital Illusions CE                |
| Army of Two: The Devil's Cartel        | 26. März 2013    | Visceral Games EA Montreal             |
| Frostbite 3                            |                  |                                        |
| Battlefield 4                          | 29. Okt. 2013    | EA Digital Illusions CE                |
| Need for Speed: Rivals                 | 15. Nov. 2013    | Ghost Games                            |
| Pflanzen gegen Zombies: Garden Warfare | 25. Feb. 2014    | PopCap Games                           |
| Dragon Age: Inquisition                | 18. Nov. 2014    | BioWare                                |
| Battlefield Hardline                   | 19. März 2015    | Visceral Games EA Digital Illusions CE |
| Rory McIlroy PGA Tour                  | 14. Juli 2015    | EA Tiburon                             |
| Need for Speed                         | 3. Nov. 2015     | Ghost Games                            |
| Star Wars Battlefront                  | 17. Nov. 2015    | EA Digital Illusions CE                |
| Plants vs. Zombies: Garden Warfare 2   | 23. Feb. 2016    | PopCap Games                           |
| Mirror's Edge Catalyst                 | 7. Juni 2016     | EA Digital Illusions CE                |
| FIFA 17                                | 27. Sep. 2016    | EA Canada                              |
| Battlefield 1                          | 21. Okt. 2016    | EA Digital Illusions CE                |
| Mass Effect: Andromeda                 | 21. März 2017    | BioWare                                |
| Madden NFL 18                          | 25. Aug. 2017    | EA Tiburon                             |
| Star Wars Battlefront II               | 17. Nov. 2017    | EA Digital Illusions CE                |
| FIFA 18                                | 29. Sep. 2017    | EA Canada                              |
| Need for Speed Payback                 | 10. Nov. 2017    | Ghost Games                            |
| Madden NFL 19                          | 10. Aug. 2018    | EA Tiburon                             |
| FIFA 19                                | 28. Sep. 2018    | EA Canada                              |
| Battlefield V                          | 20. Nov. 2018    | EA Digital Illusions CE                |
| Anthem                                 | 22. Feb. 2019    | BioWare                                |
| Madden NFL 20                          | 2. Aug. 2019     | EA Tiburon                             |
| FIFA 20                                | 27. Sep. 2019    | EA Canada                              |
| Need for Speed Heat                    | 8. Nov. 2019     | Ghost Games                            |
| Madden NFL 21                          | 6. Aug. 2020     | EA Tiburon                             |
| Star Wars: Squadrons                   | 2. Okt. 2020     | Motive Studios                         |
| FIFA 21                                | 9. Okt. 2020     | EA Canada                              |
| Madden NFL 22                          | 20. Aug. 2021    | EA Tiburon                             |
| FIFA 22                                | 1. Okt. 2021     | EA Canada                              |
| NHL 22                                 | 15. Okt. 2021    | EA Canada                              |
| Battlefield 2042                       | 19. Nov. 2021    | EA Digital Illusions CE                |
| Dead Space                             | 27. Jan. 2023    | Motive Studios                         |